# 布亀
布亀株式会社（ぬのかめ）は、兵庫県西宮市に本社を置く日本の企業。
事業内容は主に配置薬、乳製品宅配。
明治9年（1876年）、富山県富山市に初代・布目亀次郎が売薬配置販売薬を開業、その後1960年に神戸市に置いて株式会社化された。
「マザーケア」という展開名で沖縄・山陰地方以外の都道府県で乳製品（明治製品）の宅配事業を行っている。
毎年ゴールデンウィーク明けと年末年始の各1週間程度TBS系列でCMが放映されている。

## 沿革
- 1876年 - 初代布目亀次郎が富山県婦負郡四方町（現富山市四方）で売薬業「布目六神堂」を創業
- 1935年 - 西宮市に布目六神堂の営業所を開設
- 1960年 - 資本金400万円をもって組織を改め、布亀株式会社を設立。本社を神戸市生田区中山手通に置く
- 1968年 - 西宮市今津二葉町に本社新築移転
- 1977年 - 大阪市東区に布亀マンション、布亀深江橋ビルを完成
- 1986年 - CMソング「ヒヨコのヒヨコッコ」（作詞：荒木とよひさ、作曲：田中公平、歌：藤本房子）を発表
- 1989年 - CI導入（新マーク、ロゴタイプ制定）。株式会社エイチビー他関連4社設立
- 1992年 - 布亀ドラッグストア＆ギャラリー開設（ノボテル甲子園）
- 1993年 - 布亀漢方薬局開設、漢方薬事業部発足
- 1995年 - マザーケア事業部発足
- 1997年 - 布亀本社第2ビル完成、健康宅配事業部発足、九州地方に営業所展開
- 1999年 - 四国地方に営業所展開
- 2000年 - マザーケア事業部改め、布亀マザーケア株式会社設立。マザーケア在宅サービス事業部発足。
- 2002年 - 関東、東海地方に営業所展開
- 2004年 - 通販事業をスタート
- 2008年 - 布亀株式会社と布亀マザーケア株式会社を合併。布亀マザーケア株式会社改め、布亀株式会社マザーケア宅配事業部設立。
- 2012年 - マザーケア宅食事業部設立
- 2014年 - 家庭生活応援事業部設立
- 2019年 - 海外事業部設立

## 関連会社
- 新新薬品工業株式会社